# Mischa Barton
Mischa Anne Marsden Barton (Londres, 24 de gener de 1986) és una actriu i model anglesa.

## Biografia
Mischa Barton és filla de mare irlandesa, Nuala Quinn, i pare anglès, Paul Marsden Barton. Té dues germanes, Hania i Zoe.
Quan Mischa tenia cinc anys, ella i la seva família es van traslladar a Nova York. El 2006 es va convertir en una ciutadana dels Estats Units a Los Angeles. Des de molt petita va treballar de model per conegudes línies de roba (també va treballar juntament amb grans models com Lindsay Lohan); als disset anys va fitxar per la cadena de televisió Fox, on va protagonitzar la reeixida sèrie The OC. Mischa es va graduar a l'Escola "Professional Children's School" a Manhattan el 2004 i va assistir a les classes a l'Acadèmia Reial d'Art Dramàtic a l'estiu del 2006. Barton és una de les actrius juvenils més famoses juntament amb Jennifer Love Hewitt.

## Carrera
Als nou anys, Barton va començar a New York amb un paper de protagonista en l'obra teatral de Tony Kushner Slavs. Després Twelve Dreams, Where the Truth Lies i One Flea Spare. Posteriorment va aconseguir un paper temporal en la sèrie All My Children, vuit episodis de la sèrie de ABC Once and Again el 1999 i la protagonista en la pel·lícula de la televisió Frankie & Hazel. El 2002 participaria en el telefilms de Disney A Ring os Endless Light. Mischa també va debutar en Perros del Césped que va guanyar els premis a les festes cinematogràfiques al costat del món. Des de llavors ella ha aparegut en forces pel·lícules, com The Sixth Sense, Notting Hill, i Lost and Delirious. Després apareixia a la sèrie d'èxit americana, The O.C. estrenada l'agost del 2003, una sèrie de televisió produïda per la cadena Fox i imitada en diferents parts del món. La sèrie narra la història d'un grup de joves i les seves famílies al Comtat d'Orange (Califòrnia), i Barton hi va fer el paper de Marissa fins al 2006.
Barton ha participat en molts anuncis de la televisió i campanyes de publicitat per companyies com Calvin Klein, bebe stores, Aéropostale, Monzón Accessorize, el Dooney & Bourke, JC la línia de roba europea Morgan de Toi, Jaspal, i Neutrogena. A Austràlia, apareix en els anuncis per a la revista d'adolescents Famous. El 2007, Barton va assistir a una sessió fotogràfica per a la campanya de publicitat d'Iceberg, roba italiana. Actualment és una de les actrius i models més sol·licitades.

## Filmografia
- Slavs! (1995, obra de teatre): Vodya
- Twelve Dreams (1995, obra de teatre): Emma
- Polio Water (1995): Diane
- Where The Truth Lies (1996, obra de teatre): Cinda
- New York Crossing (1996, telefilm): Drummond
- All My Children (1996): Lily Montgomery
- KaBlam! (1996–1997, 1 episodi): Betty Anne Bongo (voz)
- One Flea Spare (1997, obra de teatre): Morse
- Innocència rebel (Lawn Dogs) (1997): Devon
- Notting Hill (1999)
- Pups (1999): Rocky
- The Sixth Sense (1999): Kyra
- Paranoia (Paranoid) (2000): Theresa
- Frankie & Hazel (2000, telefilm): Frankie
- Somnis d'adolescent (Skipped Parts) (2000): Maurey
- Tart: Vull provar-ho (Tart) (2001): Grace
- Lost and Delirious (2001): Mary
- Once and Again (2001–2002, sèrie de televisió): Katie Singer
- A Ring of Endless Light (2002, telefilm): Vikki
- Octane (2003): Natasha 'Nat' Wilson
- The O.C. (2003–2006) Marissa Cooper
- Fastlane (2003, 1 episodi): Simone
- The OH in Ohio (2006): Kristen
- Closing the Ring (2007): Ethel Ann de jove
- St Trinian's (2007): J.J. French
- Virgin Territory (2007): Pampinea
- Don't Fade Away (2008): Kat
- Finding t.A.T.u. (2008): Lana Starkova
- Assassination of a High School President (2008)
- Bhopal: A Prayer for Rain (2009): Eva
- Walled In (2009): Sam Walczak
- Homecoming (2009): Shelby
- The Beautiful Life: TBL (2009, 3 episodis): Sonja Stone
- You and I (2010): Lana Starkova
- Don't Fade Away (2010): Kat
- Law & Order: Special Victims Unit (2010, 1 episodi): Gladys Dalton